# Anneliese Kohlmann

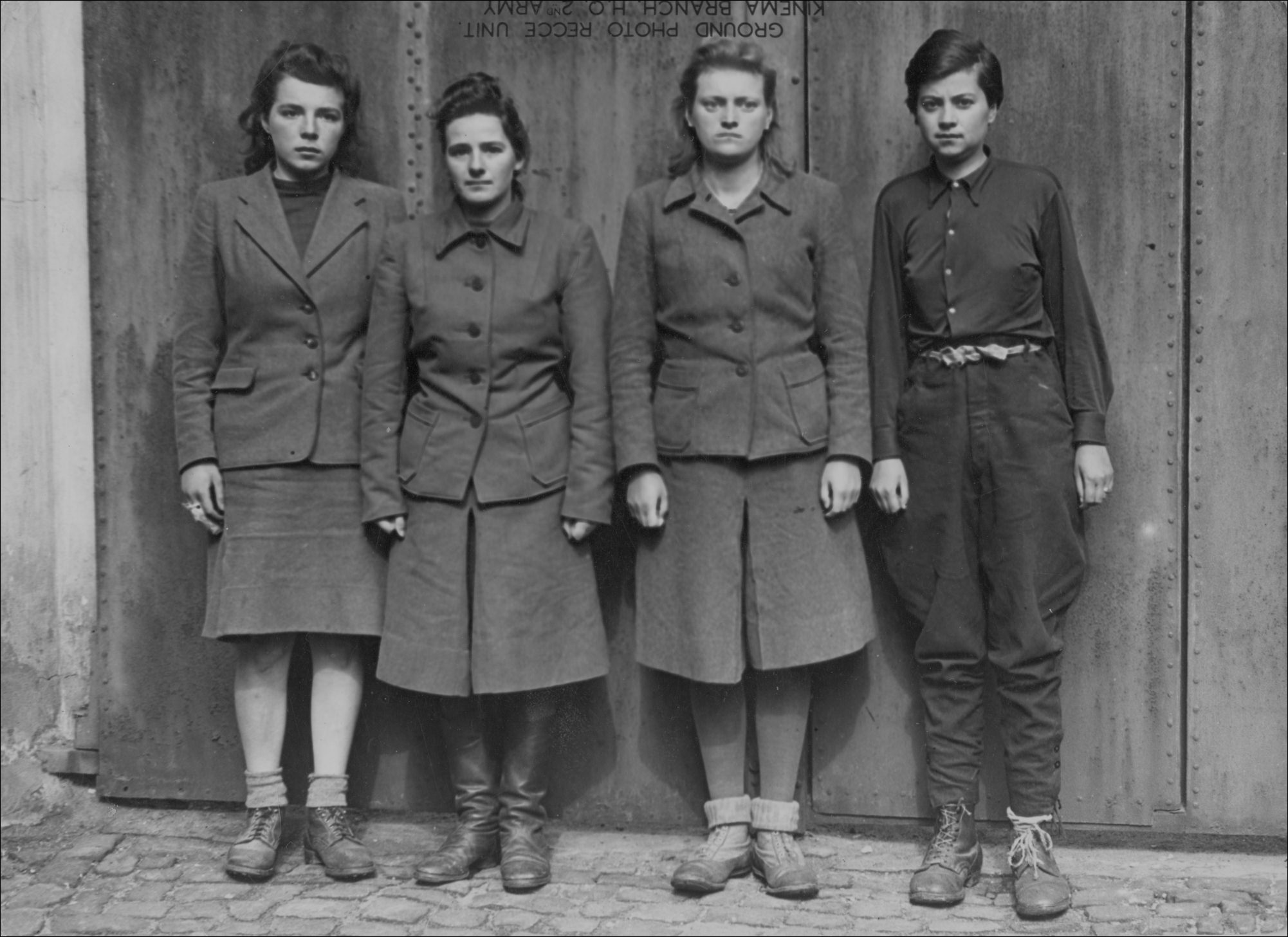
Von links nach rechts die KZ-Aufseherinnen Marta Löbelt, Gertrud Rheinhold, Irene Haschke und Anneliese Kohlmann nach ihrer Festnahme am 2. Mai 1945 in Bergen-Belsen. Neben den drei Aufseherinnen in ihrer Dienstkleidung ist Anneliese Kohlmann (ganz rechts) mit Männerbekleidung ausgestattet, da sie bei ihrer Festnahme Häftlingskleidung trug.

Anneliese Kohlmann (* 23. März 1921 in Hamburg; † 17. September 1977 in West-Berlin) war eine deutsche Aufseherin im Konzentrationslager Neuengamme und im Konzentrationslager Bergen-Belsen. Sie wurde wegen der dort erfolgten Misshandlungen von Häftlingen im zweiten Bergen-Belsen-Prozess zu zwei Jahren Haft verurteilt.

## Biographie

### Herkunft und Beruf
Anneliese Kohlmann war die Tochter von Georg Kohlmann und dessen Ehefrau Margret. Der Beruf ihres Vaters ist unbekannt, man weiß nur, dass er Freimaurer war. Über ihre Jugendzeit und Ausbildung ist wenig bekannt. Sie besuchte eine Privatschule bis 1938 und wurde christlich erzogen. Am 16. Februar 1940 beantragte sie die Aufnahme in die NSDAP und wurde zum 1. April 1940 aufgenommen (Mitgliedsnummer 8.547.312). Obwohl lesbisch, verlobte sie sich im November 1943 mit einem Mann.
Sie litt unter einer schweren Form der Bleichsucht, deretwegen sie sich in ärztlicher Behandlung befand. Ihren Lebensunterhalt bestritt sie als Straßenbahnschaffnerin. Ende Oktober 1944 zog sie aus dem Elternhaus aus und lebte seitdem zur Untermiete in Hamburg-Sankt Georg.

### KZ-Aufseherin in Außenlagern des KZ Neuengamme
Am 4. November 1944 wurde sie zum SS-Gefolge dienstverpflichtet. Den vorhandenen Spielraum zur Ablehnung des Einsatzes als Aufseherin in einem Konzentrationslager hat sie nicht genutzt.
Sie wurde im KZ-Außenlager Neugraben des KZ Neuengamme eingesetzt, wo sie als KZ-Aufseherin weibliche jüdische Häftlinge bei Bau- und Aufräumarbeiten überwachte. Nach der Verlegung der Häftlingsfrauen aus dem KZ-Außenlager Neugraben in das KZ-Außenlager Tiefstack am 8. Februar 1945 wurde sie als Aufseherin in dieses Lager versetzt. Wegen ihres knabenhaften Aussehens wurde sie von den Häftlingen „Bubi“ genannt. Kohlmann schlug wiederholt weibliche Häftlinge ihres Arbeitskommandos bei „Fehlverhalten“.
Mit Lotte Winter (Lotte Winterová (1922–2010)), einer aus Prag stammenden tschechischen Häftlingsfrau ihres Arbeitskommandos, war sie befreundet und verliebte sich in sie. Am 7. April 1945 wurde das Außenlager Tiefstack aufgelöst, die Häftlinge wurden in das KZ Bergen-Belsen gebracht, begleitet unter anderem von Kohlmann. Nach Übergabe der Häftlinge bat sie den KZ-Kommandanten Josef Kramer, im Lager bei den von ihr begleiteten Häftlingen bleiben zu dürfen, was er jedoch ablehnte.

### Leben als Häftling im KZ Bergen-Belsen und Festnahme
Kohlmann fuhr zunächst zurück nach Hamburg, kehrte dann aber ohne Genehmigung um. Laut ihrer Aussage nach Kriegsende wollte sie in Bergen-Belsen Winter wieder treffen, mit der sie Mitleid gehabt habe. Sie sei in Begleitung von Willy Brachmann gewesen, einem aus dem KZ Auschwitz entflohenen Häftling, der mit Winter verlobt gewesen sei und den sie inzwischen getroffen habe.
Beide beschlossen, sich zum KZ Bergen-Belsen Zutritt zu verschaffen, wo sie sich am 8. April 1945 eingeschlichen haben will. Sie organisierte sich KZ-Häftlingskleidung und legte ihre Dienstkleidung ab. Schließlich lebte sie getarnt als Häftling in einem Block mit Winter, um mit ihr zusammen sein zu können. Kurz nach der Übergabe des KZ Bergen-Belsen an die britische Armee am 15. April 1945 wurde sie von ihr bekannten Häftlingen gemeldet und am 17. April 1945 auf dem Lagergelände festgenommen.

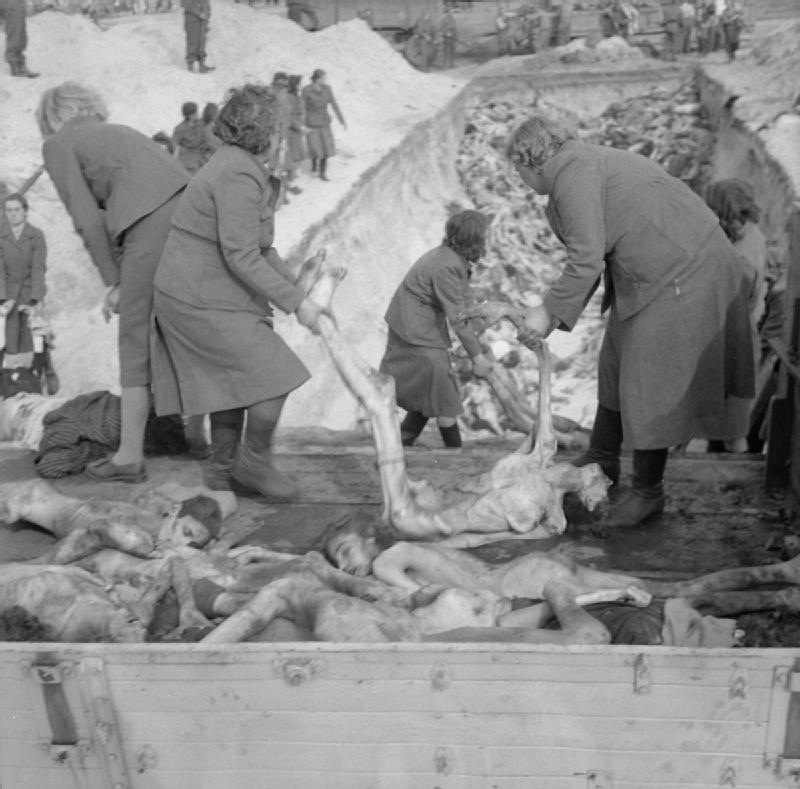
Gefangene KZ-Aufseherinnen tragen im KZ Bergen-Belsen Häftlingsleichen aus Lastwagen in ein Massengrab

Danach wurde sie mit den anderen nahe dem Konzentrationslager arrestiert. Anschließend musste sie unter Bewachung gemeinsam mit SS-Männern und Aufseherinnen die Tausende im Lagerbereich befindlichen Häftlingsleichen in Massengräbern bestatten. Für das amerikanische Magazin Life machte George Rodger währenddessen Aufnahmen, die einige Wochen später in einem Artikel über das KZ Bergen-Belsen veröffentlicht wurden. Unter anderem fotografierte er Kohlmann dabei, wie sie Leichen von einem Lastkraftwagen ablud.

### Prozess, Haft und Nachkriegszeit

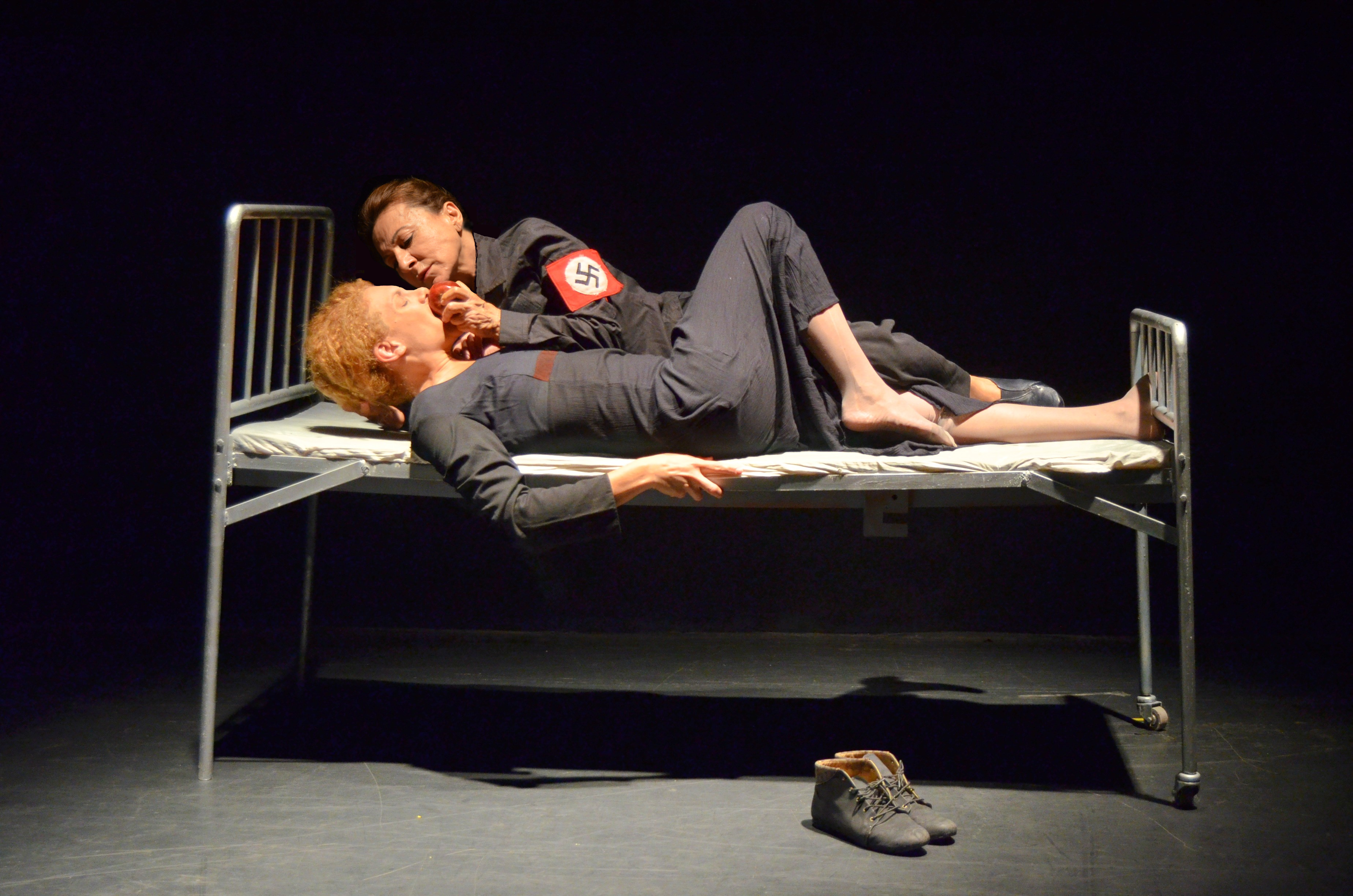
Under the skin unter der Regie von Rakefet Binyamin 2014 in Tel Aviv

Schließlich wurde sie ins Gefängnis nach Celle überführt und bis zu ihrem Prozess in Untersuchungshaft genommen. Am 9. Juni 1945 wurde sie vernommen und gab unter anderem an, wegen Winter unbefugt mit deren Verlobtem zum KZ Bergen-Belsen zurückgekehrt zu sein und dort bis zu ihrer Verhaftung als Häftling gelebt zu haben. Bei den Häftlingsfrauen ihres Arbeitskommandos in Hamburg sei sie beliebt gewesen, obwohl sie auch zugeschlagen habe.
Schließlich gab sie an, dass sie während ihrer Verlobung sexuelle Beziehungen mit Frauen gehabt habe. Zudem habe ihr die ebenfalls inhaftierte ehemalige Oberaufseherin Elisabeth Volkenrath erzählt, dass die Aufseherin Irma Grese ebenso ein lesbisches Verhältnis im KZ Auschwitz eingegangen sei. Von Misshandlungen lesbischer Frauen im Außenlager Neugraben habe sie nur vom Hörensagen erfahren.
Vor einem britischen Militärgericht wurde im zweiten Bergen-Belsen-Prozess gegen Kohlmann am 16. Mai 1946 ein Kriegsverbrecherprozess durchgeführt. Sie wurde als KZ-Aufseherin wegen der Misshandlung von Häftlingen aus alliierten Staaten in Hamburg und andernorts angeklagt und bekannte sich beim Prozessauftakt als nicht schuldig. Vertreten wurde sie durch einen deutschen Rechtsanwalt, der zu Beginn der Verhandlung eine Eröffnungsrede hielt: Er kritisierte, dass für den Prozess nur Vernehmungsprotokolle der Belastungszeugen vorlagen. Des Weiteren führte er an, dass Kohlmann lediglich einige Stunden als Aufseherin in Bergen-Belsen verbracht, ansonsten dort aber als Häftling gelebt habe.
Als Aufseherin sei sie bei den Häftlingen beliebt gewesen und habe ihnen unter anderem durch die Organisation zusätzlicher Nahrungsmittel geholfen. Geschlagen habe sie nur, „wenn es keine Alternative mehr gegeben“ habe. Danach trat Kohlmann in den Zeugenstand und erklärte ihr Vernehmungsprotokoll für wahrheitsgemäß. Sie gab noch eine ergänzende Erklärung ab, in der sie unter anderem abstritt, im BDM und NSDAP-Mitglied gewesen zu sein.

„Ich glaube, dass die Mädchen in meinem Arbeitskommando in Hamburg mich alle mochten, obwohl ich zugebe, dass ich sie gelegentlich geschlagen habe, wenn sie etwas falsch machten, aber sie zogen es vor, von mir geschlagen zu werden als von dem Kommandanten und daher liebten sie mich trotz der Schläge […] nicht weniger […] Ich kam inoffiziell und ohne Erlaubnis nach Bergen-Belsen, weil ich einer der Häftlingsfrauen, Lotte W., helfen wollte, die in Hamburg in meinem Arbeitskommando gewesen war […] Ich wollte diesem Mädchen helfen, weil ich mit ihr befreundet war und sie und die anderen tschechischen Mädchen versprochen hatten, mich nach Prag mitzunehmen, wenn sie wieder frei wären […] Als ich nach Belsen kam, lebte ich […] einige Tage als Häftlingsfrau mit Lotte W., bis ich entdeckt wurde.“

Protokollierte Vernehmungen von Häftlingsfrauen, die während des Verfahrens verlesen wurden, belasteten Kohlmann: Häftlingsfrauen seien von ihr wiederholt wegen Kleinigkeiten mit den Händen oder auch mit einem Stock geschlagen worden. Eine Belastungszeugin und ehemalige Häftlingsfrau aus ihrem Arbeitskommando in Hamburg gab zudem an, dass Kohlmann junge Häftlingsfrauen bevorzugt habe. Darüber hinaus habe sie „perverses sexuelles Verhalten“ gezeigt.
Als Entlastungszeugen sagten der Verlobte von Winter, eine KZ-Aufseherin sowie ihre Mutter aus. Winters Verlobter Brachmann gab an, mit Kohlmann zum KZ Bergen-Belsen gefahren zu sein. Sie habe zuvor von ihm Lebensmittel und Briefe für Winter ins Lager geschmuggelt. Ihm sei von seiner Verlobten zugetragen worden, dass die Häftlinge Kohlmann vertraut hätten und sie deswegen Probleme mit dem Lagerführer Friedrich-Wilhelm Kliem bekommen habe. Er habe Kohlmann nie zuschlagen sehen, musste aber einräumen, dass er sie nie bei ihrer Tätigkeit als Aufseherin erlebt habe. Eine ehemalige Aufseherin aus dem Außenlager Tiefstack gab an, dass Kohlmann von den Häftlingen gemocht wurde und sie deswegen Probleme mit dem Lagerführer Kliem gehabt habe.
Aufseherinnen hätten zwar auch Häftlinge mit der Hand geschlagen, aber nur, wenn dies ihrer Ansicht nach unvermeidlich war. Winter gab keine Zeugenaussage ab.
Am 16. oder 18. Mai 1946 wurde sie zu zwei Jahren Haft verurteilt, die sie anschließend im Gefängnis Fuhlsbüttel absaß. Da Kohlmann selbst gegen das Urteil keinen Widerspruch einlegte und ihre Mutter nicht mehr fristgerecht einen Haftentlassungsantrag einreichte, wurde das Urteil bestätigt, und Kohlmann musste die Haftstrafe vollständig verbüßen. Auch einem späteren Gnadengesuch wurde nicht stattgegeben. Die Haftzeit musste sie in einer Einzelzelle verbringen, da sie als Lesbe galt.
Nach der Haftentlassung lebte sie in Hamburg. Sie soll einige Jahre als Prostituierte gearbeitet haben und danach LKW-Fahrerin gewesen sein. Sie zog 1965 mit ihrer Partnerin – einer während der NS-Zeit als Halbjüdin verfolgten Frau – nach West-Berlin. Dort nahm sie ihren Wohnsitz in Berlin-Charlottenburg und fand als Köchin eine Beschäftigung in einem Krankenhaus in Berlin-Zehlendorf, wo sie am 17. September 1977 an ihrer Arbeitsstelle verstarb.

## Under the Skin
Das Theaterstück Under the Skin des israelischen Dramatikers Jonathan Calderon basiert auf der Liebesgeschichte zwischen Kohlmann und Winter; dafür wurden Kohlmanns Prozessprotokoll und Berichte von Holocaustüberlebenden ausgewertet, unter anderem von Ruth Bondy.
Das Stück spielt in Tel Aviv während des Golfkrieges 1991. Die junge deutsche Journalistin Kirsten Eberhardt besucht die Holocaustüberlebende Charlotte Brod und befragt sie über die Liebschaft mit der Aufseherin Ilse Kohlmann. In Rückblenden tauchen die junge Lotte Rosner und die Aufseherin Ilse Kohlmann während der Lagerzeit auf. Die Darstellerin der Holocaustüberlebenden schlüpft in die Rolle der KZ-Aufseherin, und die Darstellerin der Journalistin spielt die junge Charlotte.